# لي سون هي
لي سون هي (بالكورية: 이선희)‏ هي مغنية وكاتبة أغاني كورية جنوبية، ولدت يوم 14 ديسمبر 1964 في بوريونغ في كوريا الجنوبية.

## روابط خارجية
- Lee Sun-hee على موقع ميوزك برينز (الإنجليزية)
- Lee Sun-hee على موقع ديسكوغز (الإنجليزية)